# 德鲁瓦西 (上萨瓦省)
德鲁瓦西（法語：Droisy，法語發音：[dʁwazi]）是法国上萨瓦省的一个市镇，属于圣于连昂热讷瓦区。

## 地理
德鲁瓦西（45°57'54"N, 5°52'58"E）面积4.55 平方千米，位于法国奥弗涅-罗讷-阿尔卑斯大区上萨瓦省，该省份为法国东部省份，历史上为薩伏依的一部分，北与瑞士接壤，西接安省，南至萨瓦省，东与瑞士和意大利接壤。
与德鲁瓦西接壤的市镇（或旧市镇、城区）包括：克莱蒙、克朗皮尼-博讷盖特、德桑日、塞塞勒、菲耶尔河畔瓦利耶尔。

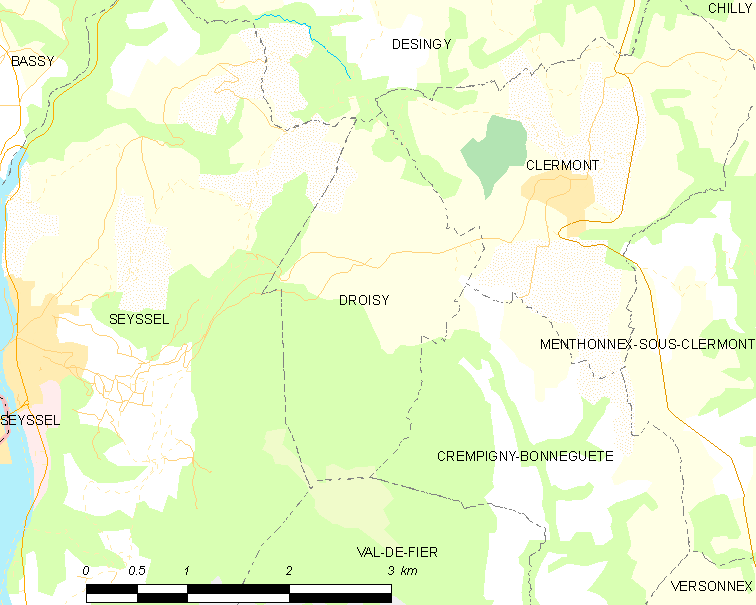
的OSM定位图

德鲁瓦西的时区为UTC+01:00、UTC+02:00（夏令时）。

## 行政
德鲁瓦西的邮政编码为74270，INSEE市镇编码为74107。

## 政治
德鲁瓦西所属的省级选区为圣于连昂热讷瓦县。

## 人口

1962-2008年间人口变化图示

德鲁瓦西于2022年1月1日时的人口数量为153人。